# Frank Mir
Francisco Santos Mir III (Las Vegas, 24 de maio de 1979) é um lutador de artes marciais misturadas americano, ele é filho de um cubano, por este motivo ele usa as vezes a bandeira de Cuba na bermuda. Compete pelo Ultimate Fighting Championship sendo ex-campeão dos Pesos Pesados do UFC e ex-campeão interino da divisão. Mir é considerado como um dos lutadores de MMA mais completos dos Pesos Pesados de todo mundo, graças a sua faixa preta de Kenpō Karatê e Jiu-Jitsu Brasileiro, e por praticar há alguns anos Boxe, Wrestling, Muay Thai e KickBoxing.
Frank Mir é conhecido por provocar seus adversários, e por ter sido o perseguidor do seu arqui-rival Brock Lesnar, até a aposentadoria do mesmo.

## Biografia
Nascido em uma família de artes marciais, Francisco Santos Mir, conhecido mundialmente por Frank Mir, aprendeu as noções básicas de combate a partir de seu pai em uma escola em Las Vegas. Ao ver a atuação de Royce Gracie o primeiro evento do Ultimate Fighting Championship (UFC), UFC 1: The Beginning, Mir não conseguia entender como alguém com um fraco porte físico conseguia vencer seus adversários, Mir achava que não precisava aprender Jiu-Jítsu, ele pensava que com suas habilidades seria capaz de se defender com seu wrestling. Em contrapartida seu pai achou incrível a atuação de Gracie e disse que aquilo era o futuro das lutas, depois de muito insistir ele convenceu Mir a aprender a Jiu-Jítsu Brasileiro.[carece de fontes?]
Depois de 5 anos treinando Jiu-Jítsu com o faixa preta Ricardo Pires, Mir se consagrou faixa preta após finalizar o Campeão dos Pesos Pesados do UFC, Tim Sylvia.
Mir trabalhou como segurança em boates em Las Vegas antes de entrar no UFC, e continuou a trabalhar como Diretor de Segurança de lá enquanto prosseguia a sua carreira no UFC. Além de lutar profissionalmente no UFC, Mir é um comentarista para o World Extreme Cagefighting (WEC).[carece de fontes?]

### Carreira no MMA
Mir conheceu um olheiro do UFC, Joe Silva em uma visita à escola de Mir. Silva viu o potencial de Mir como um futuro lutador do UFC e sugeriu que Mir provasse que merecia a chance contra alguns lutadores de MMA.
Mir fez a sua estreia profissional no MMA em 14 de julho de 2001 no evento HOOKnSHOOT: Showdown. Mir venceu Jerome Smith por decisão unânime do júri, e depois finalizou Dan Quinn com um triângulo de braço noIFC Warriors Challenge 15.[carece de fontes?]

## UFC

### Finalizando, um Mestre de Jiu-Jítsu
Mir fez sua estreia no UFC contra Roberto Traven. Traven tinham apenas uma luta no UFC 11, e foi campeão da ADCC Submission Wrestling World Championship em 1999, Bicampeão mundial de Jiu-Jítsu em 1998 e 1999, e um mestre de 6º grau de faixa preta de Jiu-Jitsu. Traven disse antes da luta, que era ridiculo que outro mestre faixa preta de Jiu-Jítsu como Ricardo Pires, treinasse um americano para enfrentar um brasileiro. Ricardo Pires foi muito discriminado no Brasil após isso, mas principalmente pelo que aconteceu na luta. Mir finalizou Roberto Traven através de um armlock aos 1:05 do primeiro round no UFC 34: High Voltage, em 2 de novembro de 2001. Mir recebeu o prêmio de "Finalização da Noite".

### Ascensão e o Cinturão dos Pesos Pesados
A próxima luta de Mir no UFC foi contra Pete Williams realizada no UFC 36: Worlds Collide em 22 de março de 2002. Mir finalizou o veterano Williams (que nunca tinha sido finalizado antes) em apenas 46 segundos do primeiro round, Pete Williams s aposentou após a derrota.
Ele enfrentou Ian Freeman, no UFC 38, realizado em Londres, Inglaterra, em 13 de julho de 2002. Apesar das tentativas de leglock de Mir, Freeman conseguiu estabelecer o controle na posição de cem quilos e aos quatro minutos do primeiro round, ele acertou inúmeras cotovelos e socos na cabeça de Mir. Depois de separados, o árbitro chamou os médicos para ver os profundos cortes no rosto de Mir, o árbitro parou a luta quando o trémulo Frank Mir tinha dificuldades de se manter em pé.
Mir enfrentou então David "Tank" Abbott no UFC 41 em 28 de fevereiro de 2003. Mir derrotou Abbott com apenas 46 segundos do primeiro round por finalização.
Em 26 de junho de 2003 Mir lutou Wes Sims em UFC 43: Meltdown. Mir venceu após a desqualificação de Sims, aos 2:55 do primeiro round após Sims pisotear o rosto de Mir para tentar fugir de um armlock. Uma revanche foi marcada para o UFC 46: Supernatural em 31 de janeiro de 2004. Frank Mir venceu por nocaute aos 4:21 do segundo round.
Após a vitória Mir recebeu a oportunidade de enfrentar o Campeão dos Pesos Pesados do UFC, Tim Sylvia no UFC 48. O árbitro Herb Dean parou a luta aos 50 segundos do primeiro round após uma tentativa de chave de braço de Mir com Sylvia em pé. Sylvia tentou tirar o braço, Mir forçou mais e fez o osso do antebraço saltar cerca de 3 centímetros abaixo de seu cotovelo. Sylvia repetidamente alegou que seu braço não estava quebrado, até mesmo o tocava e movia para mostrar que ele estava OK. Após a luta, Sylvia foi levado para o hospital próximo, onde um raio-X mostrou que seu braço estava quebrado, de fato, em quatro lugares diferentes.
Com esta finalização Mir se tornou o novo Campeão dos Pesos Pesados do UFC e mais tarde faixa preta de Jiu-Jítsu.

### Acidente de moto
Em 17 de setembro de 2004, Mir se acidentou com sua motocicleta ao bater em um carro. O acidente provocou uma ruptura no fêmur de Mir e rasgou todos os ligamentos do joelho. O osso quebrou em dois lugares, mas a lesão não levou Mir ao final da carreira como um lutador. Uma cirurgia era necessária para reparar o osso da perna.
Um título interino dos Pesos Pesados foi criado, enquanto Mir se recuperava da lesão, onde Andrei Arlovski venceu, derrotando Tim Sylvia, mediante a uma finalização no primeiro round. Em 12 de agosto de 2005, o UFC previu que Mir não se recuperaria a tempo para lutar contra Andrei Arlovski em Outubro, como previsto, Mir foi destituído do título depois de 14 meses, e Arlovski foi promovido indiscutívelmente o novo Campeão dos Pesos Pesados do UFC.

## Retorno do UFC
Mir recuperado de seu acidente de moto, lutou contra Márcio "Pé de Pano" Cruz no lendário UFC 57: Liddell vs Couture 3 em 4 de Fevereiro de 2006. Em uma virada chocante Mir foi derrotado pelo recém-chegado ao UFC no primeiro round por nocaute técnico devido a grave corte. Inicialmente, o árbitro Herb Dean pediu uma pausa para estancar o corte no rosto de Mir, que retornou para luta, mas acabou sendo derrotado.
Mir voltou ao octógono em 8 de julho de 2006, no UFC 61 e enfrentou Dan Christison. Mir tinha ganhado uma quantidade considerável de peso e rapidamente cansou na luta. Mir venceu, de uma forma muito decepcionante, sem brilho, por unanimidade, após três rodadas, todos os juízes marcaram o 29-28. As críticas começaram a florescer, dizendo que Mir não era o mesmo lutador de antes, tanto físicamente como tecnicamente.
Mir enfrentou Brandon Vera no UFC 65: Bad Intentions. Mir mostrou uma melhora nítida nos seus movimentos de pés, porém sofreu um forte direto de direita de Vera, então, ele caiu e forçou o clinch com Vera, o lutador de Muay Thai, que o acertou várias cotoveladas e socos na posição de cem quilos, obrigando o árbitro a parar a luta. Mir perdeu por nocaute em apenas 1:09 do primeiro round. Depois, Mir atraiu críticas muito mais pesadas, críticos e fãs disseram que Mir nunca mais seria o mesmo lutador após o acidente de moto. A brilhante carreira de Frank Mir, parecia agora uma carreira de um lutador fraco qualquer. Mais tarde, ele comentou sobre sua série de performances ruins, "perdi para um cara que não deveria sequer ser um Peso Pesado".
Frank Mir estava programado para lutar com Antoni Hardonk no UFC Fight Night 9 em 5 de abril de 2007, mas teve que abandonar devido a uma lesão no ombro. Mir recuperado da lesão no ombro e lutou com Antoni Hardonk no UFC 74 e venceu por Kimura aos 1:17 do primeiro round. No final da luta, Mir caminhou para as câmeras apontando para si mesmo dizendo "eu estou de volta!". A esposa de Frank, Jennifer foi mostrada no replay gritando e chorando de alegria quando Frank garantiu a vitória.

### UFC 81
O UFC 81 em 2 de fevereiro de 2008, ficou marcado com uma das maiores finalizações de todos os tempos do UFC, aonde se Frank Mir perdesse poderia não renovar seu contrato com o UFC, para piorar, ele enfrentaria um dos melhores Wrestlings dos Estados Unidos, o ex-astro e Campeão da WWE, o gigante Brock Lesnar que estreiava no UFC. O clima da luta se desenhava, com Mir provocando Lesnar dizendo, que aqui as lutas e os machucados são de verdade e Lesnar provocando dizendo, que era melhor os médicos prepararem a ambulância para levar Mir para o Hospital. Logo no início do primeiro round, Lesnar levou Mir para o chão e desferiu socos ilegais na parte de trás da cabeça da Mir, levando uma falta e a dedução de um ponto a partir do árbitro Steve Mazzagatti.
Eles se levantaram e Mir recebeu um breve período de recuperação, na sequência Lesnar rapidamente levou Mir para o chão. Quando Lesnar escapou de uma tentativa de Chave de Calcanhar , Mir encaixou uma chave de joelho, levando Lesnar a finalização aos 1:30 do primeiro round. Mir receu o prêmio de "finalização da noite", e a finalizaçao competiu entre as melhores do ano no prêmio World MMA Awards. Essa luta foi credenciada no top 100 do UFC como sendo a 5 melhor luta até o UFC 100.
Aqui começaria a rivalidade entre os dois.
Após a luta, Frank Mir foi convidado a ser um dos treinadores da 8º temporada do reality show The Ultimate Fighter que também contou com Rodrigo "Minotauro" Nogueira, após o reality show os dois se enfrentariam.

### Cinturão Interino dos Pesos Pesados do UFC
Frank Mir lutou com Rodrigo "Minotauro" Nogueira no UFC 92 disputando o Cinturão Interino dos Pesos Pesados do UFC. Essa luta foi parte de um mini-torneio de pesos pesados, promovido por Dana White. O vencedor desse combate, enfrentaria o vencedor do jogo entre o campeão dos pesos pesados Randy Couture e Brock Lesnar. Lesnar venceu por nocaute técnico no segundo round, ganhando o cinturão de campeão peso-pesado e em seguida lutaria no aclamado UFC 100 para unificar os cinturões.
Frank Mir venceu Rodrigo "Minotauro" Nogueira no segundo round por TKO, mostrando-se muito melhor em vários aspectos (especialmente o seu boxe), derrubando Minotauro duas vezes no primeiro round, e uma vez no segundo. Herb Dean parou a luta aos 1:54 do segundo round. A perda de Nogueira marcou sua a primeira derrota por TKO. Em uma entrevista após a luta, Mir creditou sua impressionante melhora a seu excelente preparo físico.

Poster Oficial do UFC 100.

### O Lendário UFC 100
A Vitória de Frank Mir sobre Rodrigo "Minotauro" Nogueira, deu uma nova chance para Mir recuperar o cinturão dos Pesos Pesados do UFC, Mir iria enfrentar o gigante Brock Lesnar que estava com sede de vingança. No entanto, Mir afirmou que, na sua opinião, as vitórias sobre Rodrigo "Minotauro" Nogueira no UFC 92 e sobre o atual Campeão dos Pesos Pesados do UFC Brock Lesnar no UFC 81 é suficiente para reconhecê-lo como o verdadeiro dono do cinturão. Em 23 de maio de 2009, em Las Vegas, Nevada, Frank Mir estava programado para lutar contra Brock Lesnar no UFC 98, no entanto, devido a uma lesão no joelho sofrida durante o treinamento (em que o joelho precisou de uma cirurgia artroscópica) a luta foi remarcado para o aclamado UFC 100.
No lendário UFC 100, Las Vegas parou para ver a revanche entre Lesnar e Mir. Antes da luta Lesnar disse: "Frank Mir é um sortudo, ele sabe que eu dei aquela chave de joelho para ele, e vou arrebentar esse cara.", Mir respondeu: "Não estranhem, essa não será o replay da primeira, nessa além de finalizá-lo vou quebrar alguns ossos dele.".
Depois de muito briga fora do octógono a luta aconteceu. Logo no início Lesnar tentou manter a distância com alguns chutes, depois de uma pequena trocação Lesnar derrubou Mir facilmente, ai começou o massacre, Lesnar trabalhou durante 3 minutos o seu forte ground-pound, Mir saiu do primeiro round muito machucado, com vários cortes no rosto.
No início do segundo round Mir partiu para cima de Lesnar acertou uma boa sequência com uma forte joelhada na altura do quadril, entretanto não conseguiu evitar uma nova queda. Lesnar esmagou Mir na grade do octógono e massacrou-o com uma saraivada de socos no rosto até a intervenção do árbitro Herb Dean. Depois do final da luta Lesnar ainda encarou Mir, e graças aos seguranças não partiu para cima, Lesnar ainda fez gestos obscenos para as arquibancadas que o vaiavam.

### O Perseguidor
Após a derrota massacrante para Brock Lesnar, Mir viu que era hora de mudar, começou trocando seus treinadores, segundo ele já havia aprendido tudo que podia com eles. A segunda grande mudança de Mir foi seus trabalhos físicos, onde em 4 semanas ganhou 11 kgs de massa muscular. Durante sua nova fase, casou uma luta com o perigoso trocador Cheick Kongo, segundo Dana White a luta seria perfeita para uma reabilitação de Mir, devido ao choque entre estilos. Durante esse período, ao saber que Brock Lesnar estava com problemas sérios de saúde e que poderia abandonar a carreira de lutador, Mir chegou a ficar deprimido achando que seu treinamento não serviria de nada caso Lesnar não voltasse.
Depois de muitas ofensas e brigas dos dois lados, o combate aconteceu no UFC 107 onde Kongo apostou na sua forte trocação contra o consagrado BJJ de Mir. A luta foi um passeio, em poucos segundos Mir acertou um knockdown seguido de uma guilhotina, derrotando Kongo. Além da impressionante vitória, o destaque da noite foi a forma física de Mir mostrando-se muito mais forte.
Após algumas semanas, Dana White confirmou a luta valendo o cinturão interino dos Pesos Pesados entre Frank Mir e Shane Carwin no UFC 111. Durante uma entrevista concedida ao canal ESPN, Lesnar reapareceu completamente recuperado de sua lesão e logo respondeu que está louco para enfrentar seu "perseguidor" Frank Mir, disse que ainda não tinha batido o suficiente nele, logo em seguida, Dana White confirmou que Lesnar retornará em junho enfrentado o vencedor do duelo Mir contra Carwin.

#### Ameaça de Morte
Frank Mir é mundialmente conhecido por passar dos limites em suas entrevistas, nas vésperas de sua luta contra Shane Carwin no UFC 111, em entrevista à rádio WXDX dos Estados Unidos, Mir ameaçou Lesnar de morte, sem nenhum constrangimento. "Muitas pessoas estão tão preocupadas em serem politicamente corretas. Eu prefiro dizer o que penso. Eu quero lutar de novo contra Lesnar. Eu odeio quem ele é como pessoa." afirmou Mir, na sequência ele afirmou: "Eu quero quebrar o pescoço dele lá dentro do ringue. Eu quero que ele seja a primeira pessoa a morrer devido a complicações dentro do octógono. Isso é o que está passando na minha mente", seguiu. "Ele não gosta de mim e eu posso garantir. Podem perguntar para qualquer um da minha família. É um ódio legitimo que eu sinto por ele."
Após o fato Dana White se pronunciou na mesma semana: "Mir me parece estar muito obcecado pelo Brock Lesnar depois de ter sido esmagado no UFC 100 em julho do ano passado. Frank nunca precisou de motivos para falar tanta besteira, mas essa situação parece que ele está doente, com algum tipo de vírus", completou. "Acho que ele esta deixando seu lado emocional falar muito alto. Ele tem uma grande luta vindo no próximo mês e ainda está chateado com o Lesnar."
Até mesmo Carwin, saiu em defesa de Brock Lesnar. "O que eu posso dizer é que qualquer atleta que pretenda matar um adversário é um ser humano terrível ou mentalmente incapaz de lutar. Esse tipo de conversa faz apenas o esporte regredir", disse o invicto.
White, ainda disse: "Frank fez parte dos primórdios do vale-tudo e não faz sentido que ele queira fazer ou até mesmo faça comentários que possam prejudicar o grande bem que ele teve participação e ajudou a criar a este esporte durante tantos anos".
Vendo a repercussão muito negativa que sua entrevista teve, Mir ainda esboçou um pedido que desculpas, que não foi muito bem aceito por seus colegas. "Eu gostaria de pedir desculpas ao Brock Lesnar, à sua família, ao UFC e aos fãs do evento pelas coisas estúpidas que falei. Eu respeito Brock, todos os outros lutadores e o MMA. Me desculpem. Sei que passei da conta", afirmou o norte-americano.

### Novo Caminho
No aguardado combate do UFC 111, Shane consegue prender Mir na grade, acertando diversos socos. O juiz manda a luta voltar no centro do octógono. Carwin traça a mesma tática e acerta vários socos em Mir, até o nocaute, aos 3:48 minutos do 1º round. Com a perda do cinturão Interino Mir disse que estava muito decepcionado e que havia perdido a chance de se vingar de Lesnar, mas afirmou que ainda não desistiu de ter o cinturão dos pesos pesados.
Após alguns meses, Mir reapareceu na Fan Expo do UFC 115 falando de uma possível descida de divisão para os Meio Pesados, Mir falou que pretende descer de categoria na mesma época que Anderson Silva subir para a divisão dos Meio Pesados, já que muitos fãs e o próprio Dana White disserram que essa seria uma luta fantástica. Ainda se concentrando na divisão dos Pesos Pesados, Mir aceitou o pedido do Minotauro e os dois iriam fazer uma revanche no evento principal do UFC 119 em Indianapolis, Indiana, porém segundo pessoas próximas a Minotauro, confirmaram que ele sofreu uma lesão durante os treinos e deverá ser submetido a uma cirurgia, segundo a revista Fighters Only Mirko Cro Cop foi selecionado para ser o novo adversário de Mir. No evento, Frank Mir foi vaiado durante sua apresentação por que atrás do seu calção havia uma bandeira de Cuba, fato que irritou o público. A luta começou morna, Mir tentou algumas quedas que foram bem defendidas por Cro Cop, após os dois ficarem trocando golpes no clinch, Cro Cop acertou acidentalmente uma joelhada ilegal em Mir. No segundo round, Mir dominou o centro do octógono a ainda tentou algumas quedas. No terceiro round, após uma trocação de golpes Mir acertou uma forte joelhada que decretou a sua vitória por nocaute.
Após Lesnar perder o cinturão dos Pesos Pesados para Cain Velasquez, a direção do UFC começou o planejamento para uma terceira luta entre Mir e Lesnar, porém Lesnar recusou o combate e deixou todos muito frustrados já que essa é uma luta muito aguardada. Mir se focando em uma nova disputa de cinturão aceitou o desafio de Brendan Schaub e os dois se enfrentariam no UFC 128, porém o UFC decidiu que na situação atual da divisão não seria uma luta interessante, assim Mirko Cro Cop será o novo adversário de Schaub no UFC 128. Após o cancelamento de sua última luta, Mir assinou com UFC para enfrentar o vencedor do The Ultimate Fighter 10 Roy Nelson em 28 de Maio no UFC 130. Na pesagem, Mir se apresentou em uma forma física fantástica, ao contrário de seu adversário. No combate, Nelson começou o combate procurando o clinch, se aproveitando da oportunidade de sair do clinch Mir acertou bons golpes e uma forte joelhada, ainda no clinch Mir encaixou uma queda de Judo fantástica derrubando Nelson. No segundo e terceiro round, Mir controlou o combate no clinch conseguindo joelhadas e quedas, nos minutos finais derrubou Nelson e encaixou forte cotoveladas. No final, Mir venceu por decisão unânime (30-27, 30-27, 30-26).

### UFC 140
Na aguardada revanche no UFC 140 contra o brasileiro Rodrigo Minotauro, que ja tinha sofrido um nocaute de Mir no UFC 92. Mir começou a luta numa forma física assustadora, pesando 132 kg no dia da luta, Minotauro acertou um forte soco que levou Mir ao solo, Minotauro desistiu do nocaute e encaixou uma guilhotina, Mir se solta e inverte a posição montando uma kimura que quebrou o braço de Minotauro. Mir, que foi o primeiro lutador a nocautear Rodrigo Minotauro, também foi o primeiro a finalizar Minotauro. Dana White afirmou que Frank é o maior finalizador do UFC. Mir foi colocado para confrontar Cain Velasquez no UFC 146, porém Alistair Overeem que disputaria o cinturão contra Júnior Cigano no evento principal, testou positivo no antidoping e foi retirado do evento. Em seu lugar, Frank Mir foi o escolhido para confrontar Júnior Cigano, que curiosamente, é um dos pupilos do Team Nogueira, equipe de Rodrigo Minotauro.

### UFC 146
Com as mudanças no card do UFC 146, Frank Mir foi o desafiante ao título de Junior "Cigano". Dos Santos teria a chance de vingar novamente Rodrigo Minotauro. Big Nog havia sido nocauteado por Frank Mir e Cain Velasquez em lutas passadas. Minotauro foi vingado pelo campeão quando o catarinense tirou o cinturão de Cain. Faltava então o falastrão e confiante Frank Mir. O primeiro round começou com muito estudo das duas partes. Logo nos primeiros segundos Mir tentou uma queda em dos santos mas o lutador brasileiro evitou-a mostrando boa performance. Após se desvencilhar Junior dos Santos acenou negativamente como que avisando que não queria a luta no chão. Por mais de um minuto o campeão movimentou-se no octógono desferindo socos no rosto e na linha da cintura de seu adversário no intuito de minar as forças de Mir. No fim do primeiro round Junior dos Santos acertou uma boa sequência de golpes no rosto de Mir, que quase foi nocauteado. Cigano deu brecha para a recuperação do adversário e no fim do round os lutadores tocaram as luvas. Enquanto Mir já estava com o rosto bastante machucado, a única perda de dos santos até então havia sido de suor. Antes do início do segundo round os dois trocaram sorrisos e ao recomeçar o embate novamente tocaram as luvas. No início do segundo round Cigano consegue um knockdown. Mir cai e logo levanta as pernas para o ar. Junior dos Santos ordena que Mir se levante. Com a luta novamente em pé Mir tenta alguns socos passando no vazio enquanto dos santos continuava golpeando o estômago do americano. Após alguns socos de Cigano terem ficado na guarda de Frank Mir, o brasileiro acerta um cruzado faltando 2 minutos e nove segundos para o fim do round que levou Mir ao solo exatamente no momento que o americano também tentava um golpe com os pés. Cigano castigou Mir com socos até a intervenção do juiz. Ele venceu o combate por nocaute técnico.

### Queda na categoria
Mir iria para o Strikeforce (organização ligada ao UFC) para enfrentar Daniel Cormier em 3 de Novembro de 2012 no Strikeforce: Cormier vs. Mir, mas Mir se lesionou e o evento foi cancelado.
Então, Cormier migrou para o UFC com o fim do Strikeforce e a luta foi remarcada para 20 de Abril de 2013 no UFC on Fox: Henderson vs. Melendez, onde Mir perdeu por decisão unânime.
Mir enfrentou o também veterano que retornava ao UFC, Josh Barnett, em 31 de Agosto de 2013 no UFC 164. Mir perdeu por nocaute técnico no começo do primeiro round.
|
A luta seguinte de Mir foi contra o também veterano Alistair Overeem em 1 de Fevereiro de 2014 no UFC 169. Mir perdeu por decisão unânime.
Mir iria enfrentar Antônio Silva em 28 de Fevereiro de 2015 no UFC 184. Mas foi antecipada para o UFC Fight Night: Pezão vs. Mir, no dia 22 de fevereiro, no Brasil. Frank Mir surpreendeu e nocauteou Antônio Silva no primeiro round, quebrando uma série de quatro derrotas consecutivas, e renascendo no UFC.
Mir fez outra luta principal, dessa vez contra Todd Duffee em 15 de Julho de 2015 no UFC Fight Night: Mir vs. Duffee. Mir conseguiu sua segunda vitória seguida ao derrotar Duffee por nocaute ainda no primeiro round, com pouco mais de um minuto de luta.
Mir enfrentou Andrei Arlovski em 5 de Setembro de 2015 no UFC 191: Johnson vs. Dodson 2 e perdeu por decisão unânime.
Mir enfrentou o Neo Zelandês Mark Hunt em 19 de Março de 2016 no UFC Fight Night: Hunt vs. Mir e perdeu por nocaute no primeiro round.

## Saída do UFC e ida para o Bellator
Em 16 de agosto de 2017, Mir confirmou sua saída do UFC e o seu acerto com o Bellator.
Estreou no Bellator 198 em uma luta no Grand Prix pelo cinturão peso-pesado contra a lenda do MMA Fedor Emelianenko, onde perdeu por nocaute técnico no primeiro round.

## Cartel no MMA
| Cartel no MMA       |             |             |
| 31 lutas            | 18 vitórias | 13 derrotas |
| Por nocaute         | 5           | 10          |
| Por finalização     | 9           | 0           |
| Por decisão         | 3           | 3           |
| Por desqualificação | 1           | 0           |

| Res.    | Cartel | Oponente          | Método                                | Evento                                           | Data                    | Round | Tempo | Local                           | Notas |
| ------- | ------ | ----------------- | ------------------------------------- | ------------------------------------------------ | ----------------------- | ----- | ----- | ------------------------------- | --- |
| Derrota | 18-13  | Javy Ayala        | Finalização (socos)                   | Bellator and USO Present: Primus vs. Chandler II | 14 de dezembro de 2018  | 2     | 4:30  | Honolulu, Hawaii                | |
| Derrota | 18-12  | Fedor Emelianenko | Nocaute Técnico (socos)               | Bellator 198: Emelianenko vs. Mir                | 28 de abril de 2018     | 1     | 0:48  | Rosemont, Illinois              | Quartas de final do Grand Prix dos Pesados do Bellator.                                                   |
| Derrota | 18-11  | Mark Hunt         | Nocaute (soco)                        | UFC Fight Night: Hunt vs. Mir                    | 19 de março de 2016     | 1     | 3:01  | Brisbane                        | |
| Derrota | 18-10  | Andrei Arlovski   | Decisão (unânime)                     | UFC 191: Johnson vs. Dodson 2                    | 5 de setembro de 2015   | 3     | 5:00  | Las Vegas, Nevada               | |
| Vitória | 18-9   | Todd Duffee       | Nocaute (soco)                        | UFC Fight Night: Mir vs. Duffee                  | 15 de julho de 2015     | 1     | 1:13  | San Diego, California           | Performance da Noite.                                                                                     |
| Vitória | 17-9   | Antônio Silva     | Nocaute (socos e cotoveladas)         | UFC Fight Night: Pezão vs. Mir                   | 22 de fevereiro de 2015 | 1     | 1:40  | Porto Alegre, Rio Grande do Sul | |
| Derrota | 16-9   | Alistair Overeem  | Decisão (unânime)                     | UFC 169: Barão vs. Faber II                      | 1 de fevereiro de 2014  | 3     | 5:00  | Newark, New Jersey              | |
| Derrota | 16-8   | Josh Barnett      | Nocaute Técnico (joelhada)            | UFC 164: Henderson vs. Pettis                    | 31 de agosto de 2013    | 1     | 1:56  | Milwaukee, Wisconsin            | |
| Derrota | 16-7   | Daniel Cormier    | Decisão (unânime)                     | UFC on Fox: Henderson vs. Melendez               | 20 de abril de 2013     | 3     | 5:00  | San Jose, California            | |
| Derrota | 16-6   | Júnior dos Santos | Nocaute Técnico (socos)               | UFC 146: Dos Santos vs. Mir                      | 26 de maio de 2012      | 2     | 3:04  | Las Vegas, Nevada               | Pelo Cinturão Peso Pesado do UFC.                                                                         |
| Vitória | 16-5   | Rodrigo Minotauro | Finalização (kimura)                  | UFC 140: Jones vs. Machida                       | 10 de dezembro de 2011  | 1     | 3:38  | Toronto, Ontario                | Finalização da Noite.Finalização do Ano (2012).Reviravolta do Ano(2012)                                   |
| Vitória | 15-5   | Roy Nelson        | Decisão (unânime)                     | UFC 130: Rampage vs. Hamill                      | 28 de maio de 2011      | 3     | 5:00  | Las Vegas, Nevada               | |
| Vitória | 14-5   | Mirko Filipovic   | Nocaute (joelhada)                    | UFC 119: Mir vs. Cro Cop                         | 25 de setembro de 2010  | 3     | 4:02  | Indianapolis, Indiana, EUA      | |
| Derrota | 13-5   | Shane Carwin      | Nocaute (socos)                       | UFC 111: St-Pierre vs. Hardy                     | 27 de março de 2010     | 1     | 3:48  | Newark, New Jersey              | Pelo Cinturão Interino Peso Pesado do UFC.                                                                |
| Vitória | 13-4   | Cheick Kongo      | Finalização Técnica (guilhotina)      | UFC 107: Penn vs. Sanchez                        | 12 de dezembro de 2009  | 1     | 1:12  | Memphis, Tennessee              | |
| Derrota | 12-4   | Brock Lesnar      | Nocaute Técnico (socos)               | UFC 100                                          | 11 de julho de 2009     | 2     | 1:48  | Las Vegas, Nevada               | Pelo Cinturão Peso Pesado do UFC                                                                          |
| Vitória | 12-3   | Rodrigo Minotauro | Nocaute Técnico (socos)               | UFC 92: The Ultimate 2008                        | 27 de dezembro de 2008  | 2     | 1:57  | Las Vegas, Nevada               | Ganhou o Cinturão Interino Peso Pesado do UFC.                                                            |
| Vitória | 11-3   | Brock Lesnar      | Finalização (chave de joelho)         | UFC 81: Breaking Point                           | 2 de fevereiro de 2008  | 1     | 1:30  | Las Vegas, Nevada               | Finalização da Noite.                                                                                     |
| Vitória | 10-3   | Antoni Hardonk    | Finalização (kimura)                  | UFC 74: Respect                                  | 25 de agosto de 2007    | 1     | 1:17  | Las Vegas, Nevada               | |
| Derrota | 9-3    | Brandon Vera      | Nocaute Técnico (joelhadas e socos)   | UFC 65: Bad Intentions                           | 18 de novembro de 2006  | 1     | 1:09  | Sacramento, California          | |
| Vitória | 9-2    | Dan Christison    | Decisão (unânime)                     | UFC 61: Bitter Rivals                            | 8 de julho de 2006      | 3     | 5:00  | Las Vegas, Nevada               | |
| Derrota | 8-2    | Márcio Cruz       | Nocaute Técnico (socos)               | UFC 57: Liddell vs. Couture 3                    | 4 de fevereiro de 2006  | 1     | 4:10  | Las Vegas, Nevada               | |
| Vitória | 8-1    | Tim Sylvia        | Finalização Técnica (chave de braço)  | UFC 48: Payback                                  | 19 de junho de 2004     | 1     | 0:50  | Las Vegas, Nevada               | Ganhou o Cinturão Peso Pesado do UFC; Foi destituído após um acidente de moto e impossibilidade de lutar. |
| Vitória | 7-1    | Wes Sims          | Nocaute (soco)                        | UFC 46: Supernatural                             | 31 de janeiro de 2004   | 2     | 4:21  | Las Vegas, Nevada               | |
| Vitória | 6-1    | Wes Sims          | Desqualificação (pisão ilegal)        | UFC 43: Meltdown                                 | 6 de junho de 2003      | 1     | 2:55  | Las Vegas, Nevada               | |
| Vitória | 5-1    | Tank Abbott       | Finalização (chave de dedo)           | UFC 41: Onslaught                                | 28 de fevereiro de 2003 | 1     | 0:46  | Atlantic City, New Jersey       | |
| Derrota | 4-1    | Ian Freeman       | Nocaute Técnico (socos e cotoveladas) | UFC 38: Brawl at the Hall                        | 13 de julho de 2002     | 1     | 4:35  | Londres                         | |
| Vitória | 4-0    | Pete Williams     | Finalização (Mir lock)                | UFC 36: Worlds Collide                           | 22 de março de 2002     | 1     | 0:46  | Las Vegas, Nevada               | |
| Vitória | 3-0    | Roberto Traven    | Finalização (chave de braço)          | UFC 34: High Voltage                             | 2 de novembro de 2001   | 1     | 1:05  | Las Vegas, Nevada               | |
| Vitória | 2-0    | Dan Quinn         | Finalização (anaconda)                | IFC Warriors Challenge 15                        | 31 de agosto de 2001    | 1     | 2:15  | Oroville, Califórnia            | |
| Vitória | 1-0    | Jerome Smith      | Decisão (unâmine)                     | HOOKnSHOOT – Showdown                            | 14 de julho de 2001     | 2     | 5:00  | Evansville, Indiana             | |